# Coupe Banque Nationale 2014
Coupe Banque Nationale 2014 byl tenisový turnaj pořádaný jako součást ženského okruhu WTA Tour, který se hrál na krytých dvorcích s kobercem v halovém komplexu PEPS de l'Université Laval. Konal se mezi 8. až 14. zářím 2014 v kanadském Québecu jako 22. ročník turnaje.
Turnaj s rozpočtem 250 000 dolarů patřil do kategorie WTA International Tournaments. Nejvýše nasazenou hráčkou ve dvouhře se stala americká světová dvacítka Venus Williamsová, která prohrála finále s Chorvatkou Mirjanou Lučićovou Baroniovou. Ta docílila „doublu“ , když také vyhrála deblovou soutěž v páru s Češkou Lucií Hradeckou.
Ročník 2014 získal nové pojmenování Coupe Banque Nationale v důsledku sponzoringu kanadského bankovního domu, když od svého vzniku v roce 1993 až do roku 2013 nesl turnaj název Challenge Bell.

## Ženská dvouhra

### Nasazení
| Stát                           | Hráčka                         | WTA  | Nasazení |
| ------------------------------ | ------------------------------ | ---- | -------- |
| Spojené státy                  | Venus Williamsová              | 20.  | 1.       |
| Chorvatsko                     | Ajla Tomljanovićová            | 55.  | 2.       |
| Francie                        | Kristina Mladenovicová         | 73.  | 3.       |
| Spojené státy                  | Shelby Rogersová               | 86.  | 4.       |
| Německo                        | Julia Görgesová                | 94.  | 5.       |
| Portugalsko                    | Michelle Larcherová de Britová | 104. | 6.       |
| Spojené státy                  | Anna Tatišviliová              | 108. | 7.       |
| Maďarsko                       | Tímea Babosová                 | 114. | 8.       |
| Žebříček WTA k 25. srpnu 2014. |                                |      |          |

### Jiné formy účasti
Následující hráčky obdržely divokou kartu do hlavní soutěže:
- Françoise Abandová[2]
- Stéphanie Duboisová
- Venus Williamsová

Následující hráčka postoupila do hlavní soutěže v důsledku chráněného žebříčku:
- Tatjana Mariová

Následující hráčky si zajistily postup do hlavní soutěže v kvalifikaci:
- Samantha Crawfordová
- Barbora Krejčíková
- Sanaz Marandová
- Tereza Martincová
- Asia Muhammadová
- Olga Savčuková

### Odhlášení
před zahájením turnaje
- Julia Boserupová
- Marina Erakovicová
- Claire Feuersteinová
- Madison Keysová
- Allie Kiicková
- Aleksandra Wozniaková (poranění pravého ramena)[3]

## Ženská čtyřhra

### Nasazení
| Stát                                                                       | Hráčka             | Stát       | Hráčka                     | WTA  | Nasazení |
| -------------------------------------------------------------------------- | ------------------ | ---------- | -------------------------- | ---- | -------- |
| Maďarsko                                                                   | Tímea Babosová     | Francie    | Kristina Mladenovicová     | 29.  | 1.       |
| Německo                                                                    | Julia Görgesová    | Česko      | Andrea Hlaváčková          | 45.  | 2.       |
| Česko                                                                      | Lucie Hradecká     | Chorvatsko | Mirjana Lučićová Baroniová | 86.  | 3.       |
| Kanada                                                                     | Gabriela Dabrowská | Polsko     | Paula Kaniová              | 149. | 4.       |
| Žebříček WTA k 25. srpnu 2014; číslo je součtem umístění obou členek páru. |                    |            |                            |      |          |

### Jiné formy účasti
Následující páry obdržely divokou kartu do hlavní soutěže:
- Ayan Broomfieldová /  Maria Patrascuová
- Sonja Molnarová /  Charlotte Petricková

## Přehled finále

### Ženská dvouhra
- Mirjana Lučićová Baroniová vs.  Venus Williamsová, 6–4, 6–3

### Ženská čtyřhra
- Lucie Hradecká /  Mirjana Lučićová Baroniová vs.  Julia Görgesová /  Andrea Hlaváčková, 6–3, 7–6(10–8)